# Bacteria magnetotáctica

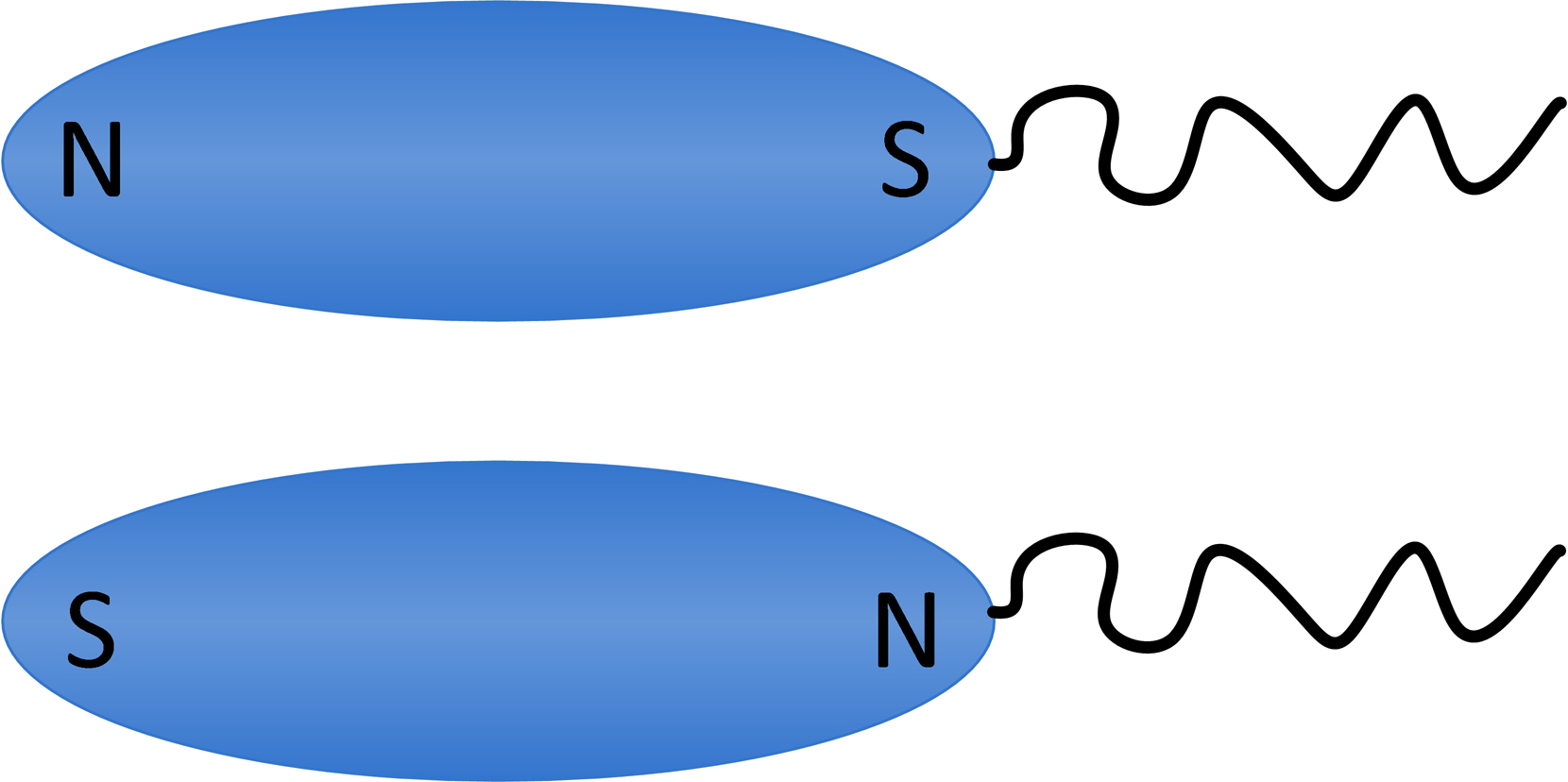
Polaridad de bacteria magnetotáctica

Las bacterias magnetotácticas (o MTB por sus siglas en inglés)  son un grupo monofilético de bacterias que se orientan a lo largo de las líneas del campo magnético terrestre. Descubiertas en 1963 por Salvatore Bellini y redescubiertas en 1975 por Richard Blakmore, se cree que su particular alineación ayuda a estos organismos a desplazarse hacia regiones de concentración óptima de oxígeno. Para ello, estas bacterias tienen unos orgánulos llamados magnetosomas que contienen cristales magnéticos. El fenómeno biológico de microorganismos que tienden a moverse en respuesta a las propiedades magnéticas de su entorno se conoce como magnetotaxis. En contraposición a la magnetorrecepción de los animales, las bacterias magnetotácticas contienen imanes fijos que las fuerzan a alinearse—incluso las células muertas se alinean, tal como lo hace la aguja imantada de una brújula.